# Prefectura d'afers econòmics de la Santa Seu
La Prefectura d'afers econòmics de la Santa Seu era una dependència de la Cúria romana. El seu paper i el seu funcionament són definits als articles 176 a 179 de la Constitució apostòlica Pastor Bonus.
Tenia per a missió supervisar i governar els béns temporals de les administracions que depenien de la Santa Seu o quan la Santa Seu n'estava encarregada, fos quin fos el seu grau d'autonomia.
Va ser absorbida pel nou Secretaria per a l'Economia de la Santa Seu l'any 2014 després de la reforma del Papa Francesc.

## Història
La prefectura és va crear per Pau VI en la constitució apostòlica Regimini Ecclesiae Universae del 15 d'agost de 1967 (Capítol VII, Art. 117-121).
L'any 1988, la constitució apostòlica Pastor Bonus, publicada per Joan Pau II va reformar la cúria i va redefinir el paper i la composició dels diferents òrgans.

## Missions
S'encarrega, en particular, de decidir sobre la situació econòmica i patrimonial de la Santa Seu així com sobre els seus ingressos i despeses. En presenta els comptes consolidats per a l'any passat i en prepara el pressupost provisional per a l'any següent.

## Organització
És dirigida per un cardenal assistit d'un secretari i d'un consell compost de cardenals.

## Presidents
- Angelo Dell'Acqua (1967 – 1968)
- Egidio Vagnozzi (1968 – 1980)
- Giuseppe Caprio (1981 – 1990)
- Edmund Casimir Szoka (1990 – 1997)
- Sergio Sebastiani (1997 – 2008)
- Velasio De Paolis (2008 - 2011)
- Giuseppe Versaldi (2011 - 2015)